# Myiopagis flavivertex
Myiopagis flavivertex là một loài chim trong họ Tyrannidae.